# Idealizm krytyczny
Idealizm krytyczny – termin, którym Immanuel Kant określa wariant idealizmu, który stanowi jego własna filozofia. Obok terminów takich jak „filozofia krytyczna”, „idealizm transcendentalny”, „transcendentalizm”, „krytycyzm” czy „filozofia transcendentalna” stanowi termin „idealizm krytyczny” także jedno z określeń historycznych filozofii Kanta i jego następców (kantystów) jako całości. Głównymi określeniami filozofii Kanta używanymi przez niego samego są jednak „filozofia transcendentalna” i „idealizm transcendentalny” – Kant rzadko nazywał swoją filozofię idealizmem krytycznym. Uwypuklał raczej poprzez tę nazwę wariant idealizmu, którego był przedstawicielem.

## Idealizm krytyczny jako nazwa formy idealizmu
Sam idealizm Kanta określał on jako transcendentalny, formalny lub później krytyczny w opozycji do innych form, które wyróżniał w obrębie idealizmu współczesnego, tj. do idealizmu dogmatycznego lub wizyjnego Berkeleya oraz idealizmu problematycznego lub sceptycznego Kartezjusza które łącznie określał jako idealizm empiryczny. Należy też zauważyć, że termin „idealizm krytyczny” pojawia się w filozofii Kanta późno, zastępując „idealizm transcendentalny” i „idealizm formalny”, wcześniejsze określenia, którymi opatrywał swoją filozofię jako formę idealizmu.

## Idealizm krytyczny jako nazwa formy kantyzmu
Jako całościowe określenie kantyzmu we własnej interpretacji użył terminu „idealizm krytyczny” po raz pierwszy Fichte w Wiedzy obiektywnej, dla którego jego wiedza obiektywna stanowi idealizm o charakterze „krytycznym” z tego względu, że Ja (niem. Ich) nie może być w niej rozpatrywane ani czysto idealistycznie, tj. jako podmiot, ani czysto dogmatycznie, tj. jako przedmiot. Od tego czasu termin „idealizm krytyczny” rozpowszechnił się jako określenie filozofii kantowskiej, a zwłaszcza od lat osiemdziesiątych XIX wieku za sprawą Hermanna Cohena. Cohen odróżnia swój neokantyzm jako idealizm krytyczny tak od samej epistemologii Kanta, jak i od idealizmu subiektywnego. Osobnego znaczenia nabrał termin „idealizm krytyczny” także dla Paula Natorpa.